# Tabanus hirtipalpis
Tabanus hirtipalpis är en tvåvingeart som beskrevs av Ricardo 1911. Tabanus hirtipalpis ingår i släktet Tabanus och familjen bromsar.
Artens utbredningsområde är Nepal. Inga underarter finns listade i Catalogue of Life.